# Речной (Коми)
Речной (коми Речнӧй) — упразднённый посёлок в Троицко-Печорском районе республики Коми России. Находился на территории современного сельского поселения Куръя.

## География
Находился на правом берегу Печоры справа от устья реки Малая Самоедка на расстоянии около 5 км по прямой от центра сельского поселения села Куръя на северо-северо-восток.

## История
На топографических картах 1940-х годов не значится. В списке населённых пунктов 1956 года — посёлок лесозаготовителей. В 1970 году здесь жили 314 человек, в 1979 году — 228 человек, в 1989 году — 186 человек (106 мужчин, 80 женщин, 68 % русские), в 1992 году — 180 человек, в 1995 году — 140 человек, в 2002 году — 34 человека (20 мужчин, 14 женщин), в 2010 — ↘4 человека. В 2014 году упразднён и исключён из учётных данных.

## Население
| 1989 | 2002 | 2010 |
| ---- | ---- | ---- |
| 185  | ↘34  | ↘4   |